# Валя-Лунге-Огря
Валя-Лунге-Огря (рум. Valea Lungă-Ogrea) — село у повіті Димбовіца в Румунії. Входить до складу комуни Валя-Лунге.
Село розташоване на відстані 79 км на північний захід від Бухареста, 18 км на північний схід від Тирговіште, 66 км на південь від Брашова.

## Населення
За даними перепису населення 2002 року у селі проживали 1426 осіб, з них 1424 особи (99,9%) румунів. Усі жителі села рідною мовою назвали румунську.